# Cantó de la Costa Sorrosa
El cantó de la Costa Sorrosa és una divisió administrativa francesa, situada a la Catalunya Nord, al departament dels Pirineus Orientals, creat pel decret del 26 de febrer de 2014 i que entrà en vigor després de les eleccions municipals de 2015. És el número 3 dels cantons actuals de la Catalunya Nord.

## Composició

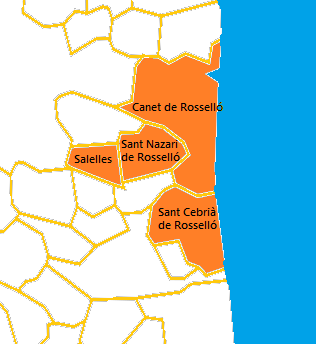
Mapa del Cantó de la Costa Sorrosa

- Canet de Rosselló
- Salelles
- Sant Cebrià de Rosselló
- Sant Nazari de Rosselló

## Història
A les eleccions departamentals franceses de 2015 va entrar en vigor una nova redistribució cantonal, definida pel decret de 26 de febrer de 2014, en aplicació de les lleis del 17 de maig de 2013 (loi organique 2013-402 i loi 2013-403). A partir d'aquestes eleccions els consellers departamentals són escollits per escrutini majoritari binominal mixt. Des d'aquestes eleccions els electors de cada cantó escullen dos membres de sexe diferent al consell departamental, nova denominació del consell general, i que es presenten en parella de candidats. Els consellers departamentals són escollits per sis anys en escrutini binominal majoritari a dues voltes; per l'accés a la segona volta cal un 12,5% dels vots inscrits en la primera volta. A més es renoven la totalitat de consellers departamentals. El nou sistema de votació requeria una redistribució dels cantons, i el nombre es va reduir a la meitat arrodonit a la unitat senar superior si el nombre no és sencer senar, així com unes condicions de llindar mínim. Als Pirineus Orientals, el nombre de cantons va passar de 31 a 17.
El nou cantó de la Costa Sorrosa està format per comunes dels antics cantons de Canet de Rosselló (2 comunes: Canet de Rosselló i Salelles) i de La Costa Radiant (2 comunes: Sant Cebrià de Rosselló i Sant Nazari de Rosselló). Està inclòs totalment en el districte de Perpinyà. El centre administratiu es troba a Canet de Rosselló.

## Consellers generals
Al final de la primera volta de les eleccions departamentals franceses de 2015, hi havien passat dos binomis: Armande Barrere i Thierry Del Poso (UMP, 38,45%) i Xavier Baudry i Catherine Pujol (FN, 36,46%). La taxa de participació fou del 56,89% (14.639 votants sobre 25.731 inscrits) contra el 55,72% a nivell departemental i 50,17% a nivell nacional.
En la segona volta, Armande Barrère i Thierry Del Poso foren elegits amb el 56,81% dels vots emesos i amb una taxa de participació del 59,34% (7.841 vots de 15.270 votants i 25.731 inscrits).